# Unknown User: Dark Web
Unknown User: Dark Web (Originaltitel: Unfriended: Dark Web) ist ein US-amerikanischer Horrorfilm aus dem Jahr 2018. Der Film ist eine handlungsunabhängige Fortsetzung von Unknown User aus dem Jahr 2014. Für Drehbuch und Regie war Stephen Susco verantwortlich, der mit diesem Film sein Regiedebüt gab.
Seine Premiere feierte der Film am 9. März 2018 beim SXSW. In den USA kam der Film am 20. Juli 2018 in die Kinos, in Deutschland am 6. Dezember 2018.

## Handlung
Der Programmierer Matias nimmt unerlaubterweise von den Fundsachen aus einem Internetcafé einen fremden Laptop mit. Er braucht diesen leistungsstarken Computer, um eine Übersetzungssoftware für die American Sign Language zu entwickeln, mit deren Hilfe er besser mit seiner gehörlosen Freundin Amaya kommunizieren will. Über Skype startet er einen Gruppenanruf mit seinen Freunden: dem Verschwörungstheoretiker AJ, dem Computer-Nerd Damon, der DJ Lexx und dem frisch verlobten lesbischen Paar Serena und Nari. Dabei muss er sich oft darüber ärgern, dass der Computer abstürzt. Schnell findet Matias heraus, dass der Vorbesitzer des Laptops, welcher auf Facebook noch als Norah C. IV eingeloggt ist, auf dem Gerät eine große Anzahl an Videos gespeichert hat. Beim Durchstöbern der Dateien sehen Matias und seine Freunde, mit welchen er seinen Bildschirm teilt, verstörende Bilder von jungen Frauen die entführt und gefoltert werden. Zudem befindet sich auf dem Rechner eine Applikation namens The River. Nachdem Matias das Programm startet, stellt Damon fest, dass es sich dabei um einen Chatroom im Darknet, einem versteckten Teil des Internets, handelt. Alle Nutzer des Chatrooms haben den Benutzernamen Charon mit einer angestellten Zahl und Damon stellt fest, dass auch Norah C. IV lediglich ein Anagramm für Charon IV ist. Matias findet auf dem Rechner zudem Zugangsdaten zu einer Kryptowährungs-Wallet, in der Bitcoin im Wert von über 10 Millionen US-Dollar enthalten sind. Die Gruppe schlussfolgert, dass sie in eine Art kriminelles Netzwerk gelangt sind, bei dem Videos gegen Geld ausgetauscht werden.
Als Matias und seine Freunde diskutieren, wie sie mit diesen Informationen umgehen wollen, erhält er einen Videoanruf von Amaya. Auf dem Bildschirm sieht er, wie Amayas Freundin vor der Webcam sitzt und von hinten von einer Person mit Kapuzenpullover niedergeschlagen wird. Der Unbekannte stellt sich als Charon IV vor und droht Matias, dass er Amaya tötet, sollte er nicht seinen Laptop zurückerhalten oder sollte einer von ihnen den Gruppenchat verlassen. Matias vereinbart, dass Amaya, welche gerade duscht, zu ihm kommen soll und dort der Austausch des Laptops stattfinden soll. Als Absicherung überträgt Matias jedoch gegen den Willen des Unbekannten die Bitcoin in seine eigene Wallet. Darauf wird er im River von verschiedenen Charons kontaktiert, welche ihn fragen, warum er das Geld transferiert hat und nun durchschauen, dass Matias nicht Charon IV ist.
Der Laptop stürzt erneut ab. Als das Gerät neu startet, fehlt Lexx im Skype-Chat, stattdessen sind nun mehrere Charons verbunden. Charon I schickt einen Link in die Gruppe, unter welchem ein Zusammenschnitt den anderen zeigt, dass die Charons Lexx’ Identität herausgefunden haben. Der Zusammenschnitt endet mit einer Videoaufnahme, in welcher Lexx von einer Person vom Dach eines Gebäudes gestoßen wird. Nari macht sich danach auf den Weg zu Amayas U-Bahn-Haltestelle, wo sie sie abfangen und zu Matias begleiten will.
Währenddessen schickt Charon I ein weiteres Video in die Gruppe. Der Clip zeigt diesmal, wie die Unbekannten verschiedene Aufnahmen von AJ so zusammenschneiden, als würde er eine Bombendrohung machen. Sie wählen den Notruf und spielen die Audio-Datei ab, was dazu führt, dass bei AJ nach wenigen Minuten die Polizei vor der Tür steht. Als AJ gerade die Tür aufmachen will, spielt der Charon von AJs Stereoanlage das Geräusch einer ladenden Schrotflinte ab. Die vor der Tür stehenden Polizisten eröffnen das Feuer und erschießen AJ. Als Nächstes zeigen die Charons Serena synchron zwei verschiedene Live-Aufnahmen. Sie sieht Nari, die an der U-Bahn-Haltestelle auf Amaya wartet und ihre Mutter, welche derzeit im Krankenhaus an lebenserhaltende Geräte gebunden ist. Dazu erhält Serena die Aufforderung „Wähle“ und eine Zeituhr läuft herunter. Als Serena beim Erreichen des Endes der Zeituhr noch immer keine Entscheidung getroffen hat, sieht sie, wie das Herzfrequenzmessgerät ihrer Mutter plötzlich eine Nulllinie zeigt. Zudem muss sie ansehen, wie Nari von einer vermummten Person am Bahnsteig vor den einfahrenden Zug gestoßen wird. Zum Schluss wird Serena selbst von einem Eindringling in ihrem Haus umgebracht.
Matias übergibt Damon Remote-Desktop-Kontrolle über den Laptop und macht sich selbst auf den Weg, um Amaya zu finden. Damon kommuniziert währenddessen mit den Charons. Er sieht, wie ein Charon eines der entführten Mädchen in Matias’ Kleiderschrank einsperrt. Die Charons zeigen Damon, dass sie alle lediglich Teil eines ausgeklügelten Plans der Hacker waren, all ihre begangenen Straftaten auf sie abzuschieben. Den Abschluss bildet ein Clip, in dem zu sehen ist, wie die Hacker in die Aufnahme eines Entführers mit einem Bildbearbeitungsprogramm Matias’ Gesicht einfügen. Kurz darauf wird Damon von einem Charon in seinem Zimmer erhängt. Auf dem Laptop verfasst ein Charon eine Mitteilung, die die Erhängung und die Tode der anderen nach Suizid aufgrund von Schuldgefühlen für ihre Taten aussehen lassen.
Matias erhält einen Anruf von Amaya, in dem sie fragt, wo er bleibt. Matias kann am Smartphone mit verfolgen, wie die Charons seine Nachrichten an Amaya mithilfe seiner eigenen Software gefälscht haben und sie an einen anderen Ort gelockt haben. Über sein Handy muss er ansehen, wie Amaya von einem Charon überwältigt wird. Zum Abschluss starten die Hacker eine Umfrage unter sich, ob sie Matias am Leben lassen sollen. Innerhalb von Sekunden nehmen mehr als 20.000 Personen an der Umfrage teil, wovon jedoch lediglich ein Bruchteil für Matias’ Überleben stimmt. Nach Abschluss der Umfrage wird Matias von einem Transporter überrollt. In den verschiedenen Überwachungskameras tauchen nun verschiedene Charons auf und feiern, dass ihr Plan geglückt ist.

## Rezension
Erste Kritiken nach dem SXSW-Screening fielen überwiegend positiv aus. So vergab der Kritiker von Slashfilm 7 von 10 Punkten und nannte den Film eine „clevere Weiterentwicklung“ des ersten Teils. Indiewire vergab eine B-Note. Der Film sei zwar nicht mehr so innovativ wie der Vorgänger, aber das Thema sei noch reizvoll genug. Dreadcentral vergab 4 von 5 Sternen und nannte den Film „unerbittlich effektiv“.